# شهاب بن طارق آل سعيد
شهاب بن طارق بن تيمور آل سعيد (1954-) سياسي وعسكري عماني، هو الأخ الشقيق لسلطان عمان هيثم بن طارق. نائب رئيس الوزراء لشؤون الدفاع منذ 9 مارس 2020. تولى سابقًا منصب قائد البحرية السلطانية العمانية وعمل مستشاراً للسلطان الراحل قابوس بن سعيد.

## حياته
هو ابن عم السلطان الراحل قابوس بن سعيد بن تيمور آل سعيد وهو أخ شقيق للسلطان هيثم بن طارق بن تيمور آل سعيد. له من الأبناء ملك بن شهاب وميان بنت شهاب. تخرج من أكاديمية ساندهيرست العسكرية الملكية وخدم في الجيش السلطاني العماني رئيسا للسلاح والدراعات، وتولى في الأعوام 1990-2004 منصب قائد " البحرية السلطانية العمانية "، وعين بعدها مستشارا للسلطان قابوس. كما أنه شغل منصب رئيس مجلس البحث العلمي، ويرأس إدارة نادي السيب الرياضي منذ عام 1982.
عين في مارس 2020 نائبا لرئيس الوزراء العماني لشؤون الدفاع.

## حياته الخاصة
تزوج من السيدة روضة بنت عبد الله بن حمد البوسعيدية  شقيقة السيدة أحد بنت عبد الله  وابنة السيد عبد الله بن حمد البوسعيدي وكيل وزارة العدل الأسبق في وزارة الأوقاف والعدل والشؤون الإسلامية ومحافظ مسندم الأسبق. وأنحب منها:
- مالك بن شهاب بن طارق آل سعيد.[11]
- نادر بن شهاب بن طارق آل سعيد
- ميان بنت شهاب بن طارق آل سعيد؛ تزوجت من ذي يزن بن هيثم ولي عهد عمان في قصر العلم بتاريخ 11 نوفمبر 2021.[12]
- سرايا بنت شهاب بن طارق آل سعيد.[13]